# 千束美紀
千束 美紀（ちづか みき）は、日本の女性声優。

## 出演作品

### テレビアニメ
- 夢のクレヨン王国（ドングリたち、ツアーコンダクター、アメリカ人形、他）
- デジモンアドベンチャー（ボタモン）
- も～っと!おジャ魔女どれみ[1]（丸山みほの母）